# Abraham Hyacinthe Anquetil-Duperron
Abraham Hyacinthe Anquetil-Duperron (* 7. Dezember 1731 in Paris; † 17. Januar 1805 in Paris) war ein französischer Orientalist, bekannt für die erste Übersetzung des Avesta ins Französische.

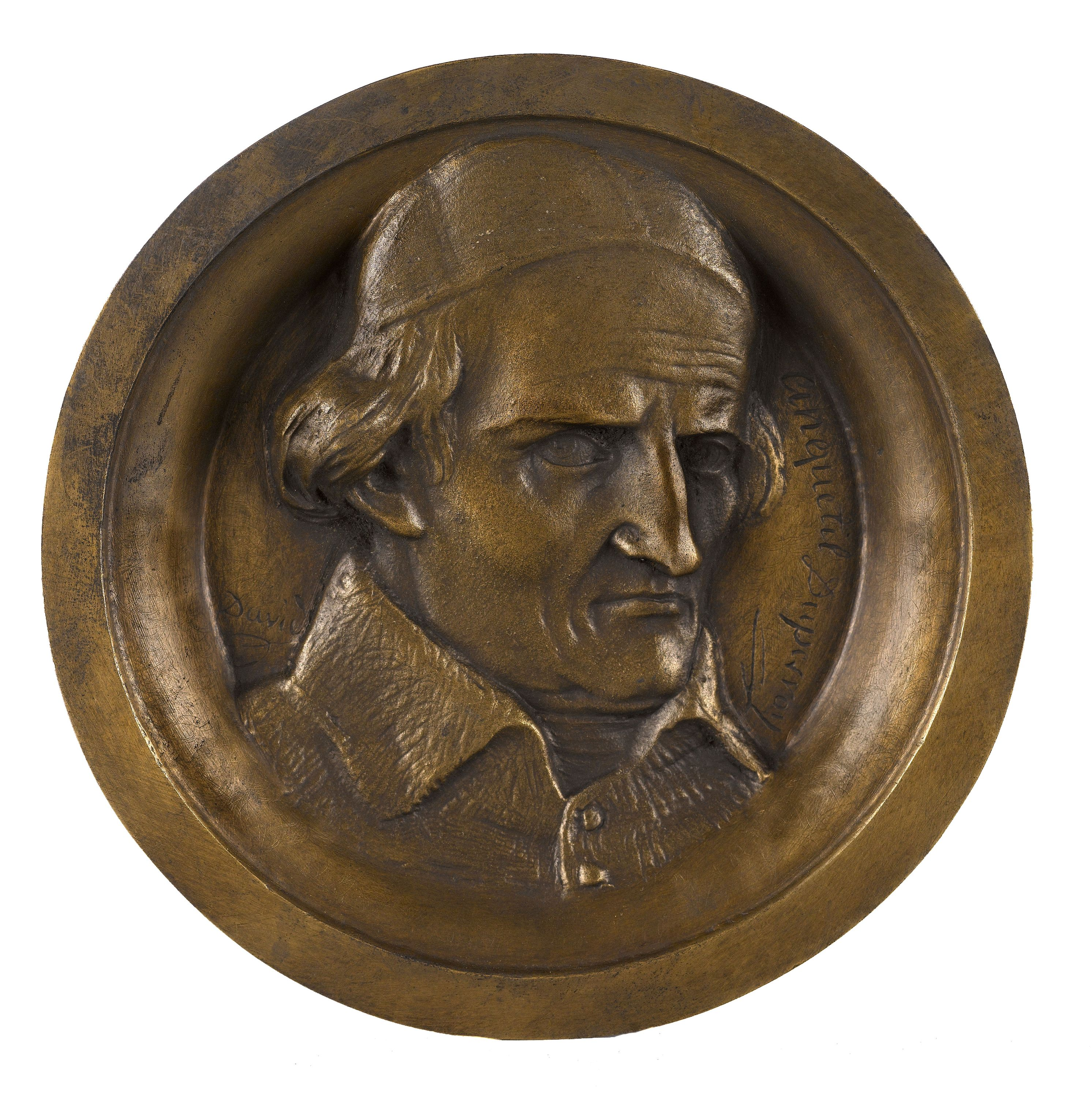
Abraham Hyacinthe Anquetil-Duperron

## Leben
Anquetil war das vierte von sieben Kindern einer Familie von Gewürzkaufleuten aus Paris und der jüngere Bruder des Historikers Louis Pierre Anquetil. Er begann ein Theologie-Studium an der Sorbonne, in dessen Rahmen er Hebräisch, Griechisch und Latein erlernte. Später setzte er sein Studium in Auxerre und Amersfoort fort, bis er im Jahr 1754 eine Anstellung an der königlichen Bibliothek annahm. Hier stieß Antequil auf bislang unentziffert gebliebene Kopien der heiligen Schriften der Zoroastrier bzw. der Parsen, die Zarathustra zugeschrieben wurden. Um die zu ihrem Verständnis notwendigen Kenntnisse zu erlangen, meldete er sich im Jahr 1754 als Soldat nach Indien. Die französische Regierung erteilte ihm jedoch bald darauf einen offiziellen Forschungsauftrag, so dass er vom Militärdienst freigestellt wurde und als Wissenschaftler auf einem Schiff der Französischen Ostindienkompanie nach Indien reisen konnte.
In Pondicherry lernte er Neupersisch, reiste von dort nach Bengalen und danach quer durch Indien nach Surat, wo er Bekanntschaft mit den dortigen Parsenpriestern machte. Er erwarb von ihnen Handschriften des Zendavesta und der späteren persischen Religionsbücher, ließ sich von dem Destur (Oberpriester) Darab eine neupersische Übersetzung des Zendavesta in die Feder diktieren, und machte sich auch mit den Sitten und Opfergebräuchen der Parsen vertraut.
Nach der Eroberung von Pondicherry durch die Briten im Zuge des Siebenjährigen Krieges kehrte Anquetil am 28. April 1761 nach Europa zurück, verglich in Oxford seine Manuskripte mit den dort vorhandenen und kam am 14. März 1762 mit 180 Manuskripten in Paris an. Dort erhielt er von Jean Jacques Barthélemy das Amt eines Dolmetschers der orientalischen Sprachen bei der königlichen Bibliothek, der er einen Teil seiner Schätze schenkte.
Sein Hauptwerk Zend-Avesta machte als eine erste Übersetzung des wichtigen Religionsbuches europaweites Aufsehen und ist noch jetzt durch die Beilagen von Wert. Dagegen ist die Übersetzung selbst, die Anquetil ohne Kenntnis der Grundsprache nur nach der erwähnten ungenauen persischen Übersetzung seines indischen Lehrers anfertigte, durch die neueren Forschungen überholt.
Von ihm stammt die für die spätere Achsenzeit-Theorie grundlegende Beobachtung, dass Zarathustra, Konfuzius und Pherekydes Zeitgenossen waren und in verschiedenen Teilen der Welt zeitgleich eine epochenmachende Wende des Denkens bewirkten.
Ein großes Verdienst erwarb sich Anquetil ferner durch seine nach zwei persischen Manuskripten angefertigte lateinische Übersetzung von Oupnek'hat, einer 1657 verfassten persischen Übertragung von 50 indischen Upanischaden, die Dara Shikoh angefertigt hatte. Diese lateinische Übersetzung erschien in zwei Bänden in den Jahren 1801 und 1802. Sie fand auch in Deutschland zahlreiche Leser, u. a. Arthur Schopenhauer, der dieses Werk nicht nur als einen Haupteinfluss auf die Bildung seines eigenen Systems anführte, sondern es auch zeit seines Lebens als lesenswertestes Buch der gesamten Weltliteratur bezeichnete.
1785 wurde er zum Mitglied der Académie des Inscriptions et Belles-Lettres gewählt.
Während der Französischen Revolution blieb Anquetil dem Ancien Régime treu und zog sich zurück. Zwar wurde er noch Mitglied der Académie française, verweigerte jedoch später Napoleon Bonaparte den Treueeid und schied aus. Anquetil starb in dürftigen Verhältnissen.

## Ehrungen
Ihm zu Ehren ist die Pflanzengattung Anquetilia Decne. 1844 aus der Familie der Rautengewächse (Rutaceae) benannt worden.

## Werke
- Zend-Avesta, ouvrage de Zoroastre. 2 in 3 Bänden. Tilliard, Paris 1771, urn:nbn:de:bvb:12-bsb10219962-2, urn:nbn:de:bvb:12-bsb10219960-1, urn:nbn:de:bvb:12-bsb10219964-3.
  - Deutsche Übersetzung von Johann Friedrich Kleuker. Drei Bände. Hartnoch, Riga 1776–1778.
  - Ulrich Hannemann (Hrsg.): Das Zend-Avesta. Weißensee, Berlin 2011, ISBN 978-3-89998-199-5 (überarbeitete Neuauflage der Kleuker-Ausgabe von 1776).
- Reisen nach Ostindien nebst einer Beschreibung der bürgerlichen und Religionsgebräuche der Parsen, als eine Einleitung zum Zend-Avesta, der Gesetzbuch der Parsen. Übersetzt von Johann Georg Purmann. Garbe, Frankfurt am Main 1776, urn:nbn:de:bsz:14-ppn3231683454.
- Oupnek’hat. 2 Bände. Straßburg 1801–1802.